# Tony Hawk's Pro Skater
Tony Hawk's Pro Skater (ook wel Tony Hawk's Skateboarding in Europa) is het eerste computerspel uit de Tony Hawk-serie

## Platforms
| Jaar | Platform                               |
| ---- | -------------------------------------- |
| 1999 | PlayStation                            |
| 2000 | Dreamcast, Game Boy Color, Nintendo 64 |
| 2003 | N-Gage                                 |

## Personages
- Tony Hawk
- Bob Burnquist
- Geoff Rowley
- Bucky Lasek
- Chad Muska
- Kareem Campbell
- Andrew Reynolds
- Rune Glifberg
- Jamie Thomas
- Elissa Steamer
- Officer Dick (personage, vrijspeelbaar)
- Private Carrera (personage, vrijspeelbaar)

## Soundtracks
1. Aim - "Ain't Got Time to Waste" (PlayStation Versie)
2. Aquasky - "Blue Thunder" (PlayStation Versie)
3. Dead Kennedys - "Police Truck"
4. The Ernies - "Here & Now"
5. Even Rude - "Vilified"
6. Goldfinger - "Superman" (behalve in N-Gage versie)
7. Primus - "Jerry Was a Race Car Driver"
8. Speedealer - "Screamer"
9. Speedealer - "Nothing to Me" (behalve in de N64 versie)
10. Suicidal Tendencies - "Cyco Vision"
11. The Suicide Machines - "New Girl"
12. Unsane - "Committed"
13. The Vandals - "Euro Barge" (niet in de N64 versie)
14. The Vandals - "Change My Pants" (alleen de eerste PlayStation versie)

## Ontvangst
Het spel voor de Game Boy Color werd minder goed ontvangen dan voor andere platforms:
| Beoordeeld door                | Platform       | Datum             | Score |
| ------------------------------ | -------------- | ----------------- | ----- |
| The Video Game Critic          | PlayStation    | 10 augustus 2001  | 100%  |
| Gaming Age                     | PlayStation    | 16 september 2004 | 100%  |
| GameSurge                      | PlayStation    | 1999              | 99%   |
| Gaming Target                  | Nintendo 64    | 27 juli 2000      | 92%   |
| Adrenaline Vault, The (AVault) | PlayStation    | 11 november 1999  | 90%   |
| Game Freaks 365                | PlayStation    | 13 augustus 2007  | 86%   |
| The Next Level                 | Dreamcast      | 13 juli 2000      | 83%   |
| Jeuxvideo.com                  | PlayStation    | 10 september 1999 | 80%   |
| Power Unlimited                | PlayStation    | november 1999     | 76%   |
| Total! (Duitsland)             | Game Boy Color | april 2000        | 75%   |
| GameSpot                       | Game Boy Color | 30 maart 2000     | 71%   |
| GameSpy                        | N-Gage         | 17 november 2003  | 60%   |
| Daily Radar                    | Game Boy Color | 2000              | 50%   |
| Electric Playground            | Game Boy Color | 13 april 2000     | 50%   |
| All Game Guide                 | Game Boy Color | 2000              | 50%   |
| Gaming Age                     | Game Boy Color | 1 mei 2000        | 33%   |